# Harald Hansen (målare)
Harald Hansen, född 1890, död 1967, var en dansk målare.
Hansen tillhörde den modernistiska riktningen, men i synnerhet hans landskap visar en modifierad expressionism, men väl sammansmälta färger, såsom Sol går i hav, Landskap med måne, Gletscher (på Statens Museum for Kunst), Berglandskap i Tyrolen med flera verk.
Hansen var medlem av Den Frie Udstilling från 1919. År 1934 tilldelades han Eckersbergs Medalje. Åren 1923–1944 var han gift med Henny Harald Hansen.